# Mortes em abril de 2017
Mortes em 2017: ← Janeiro – Fevereiro – Março – Abril – Maio – Junho – Julho – Agosto – Setembro – Outubro – Novembro – Dezembro →
Esta é uma relação de pessoas notáveis que morreram durante o mês de abril de 2017, listando nome, nacionalidade, ocupação e ano de nascimento.

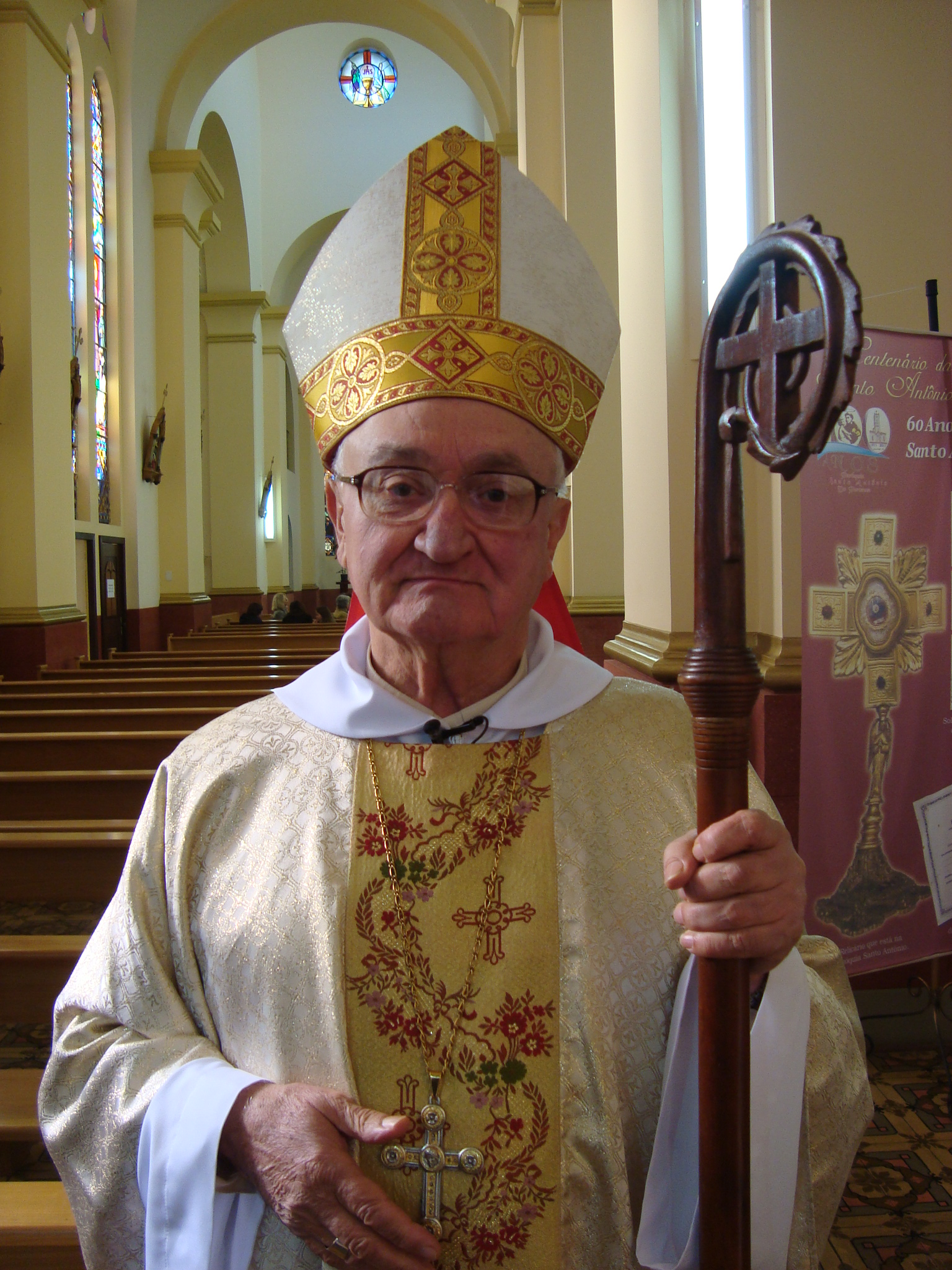
Clóvis Frainer, arcebispo brasileiro

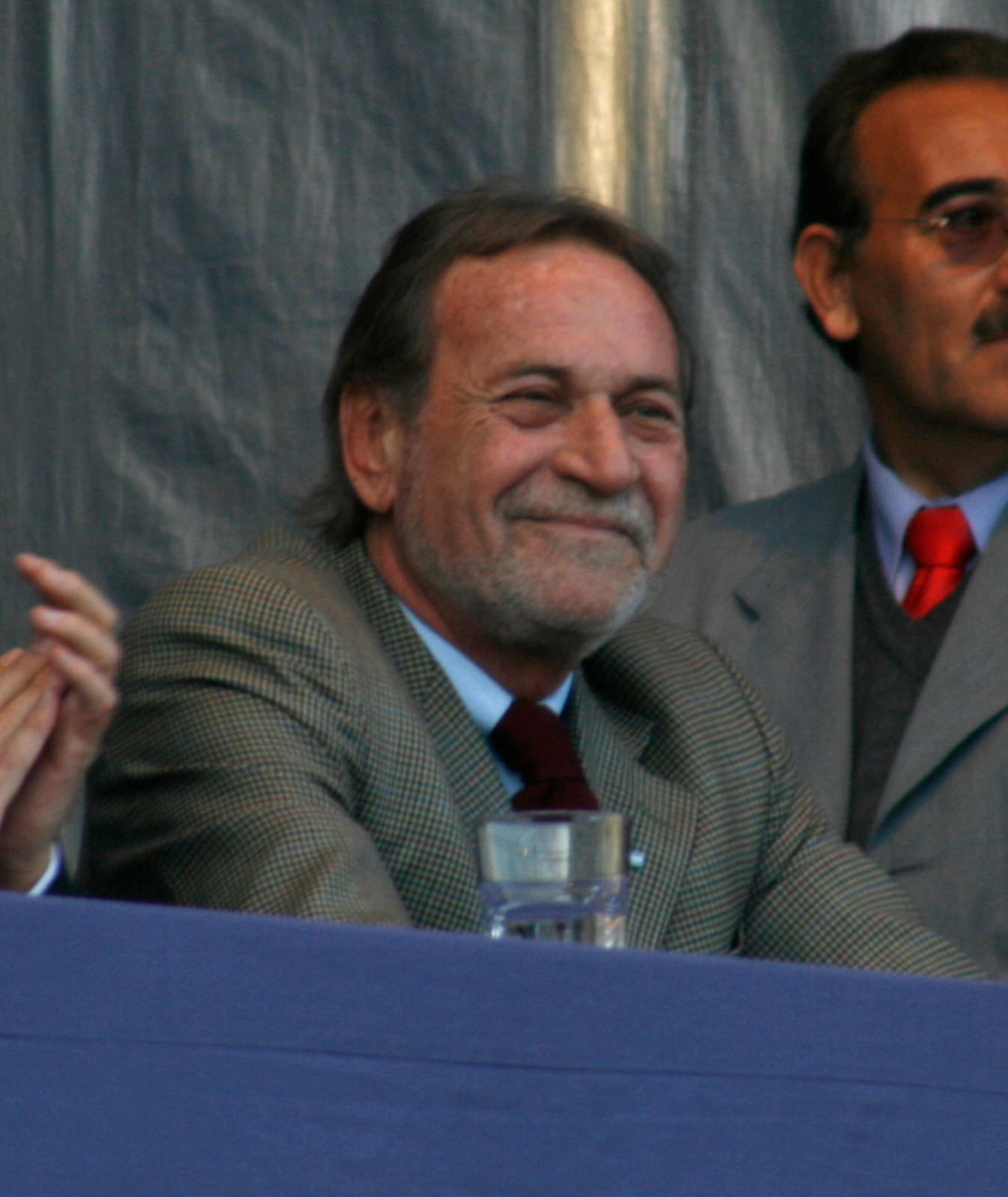
Alberto Balestrini, advogado e político argentino.

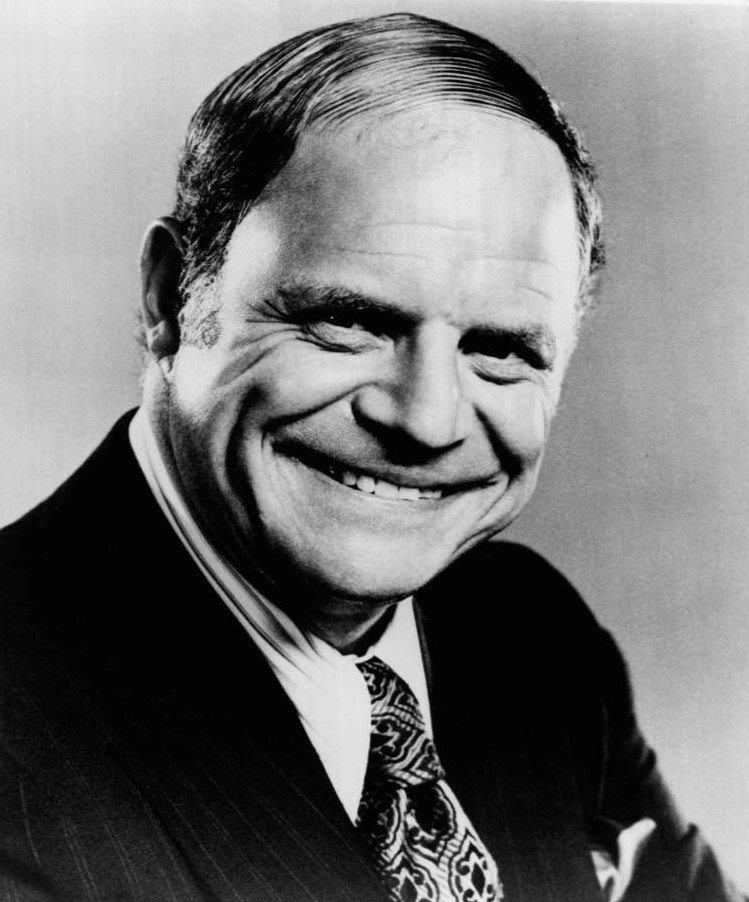
Don Rickles, ator e comediante estadunidense

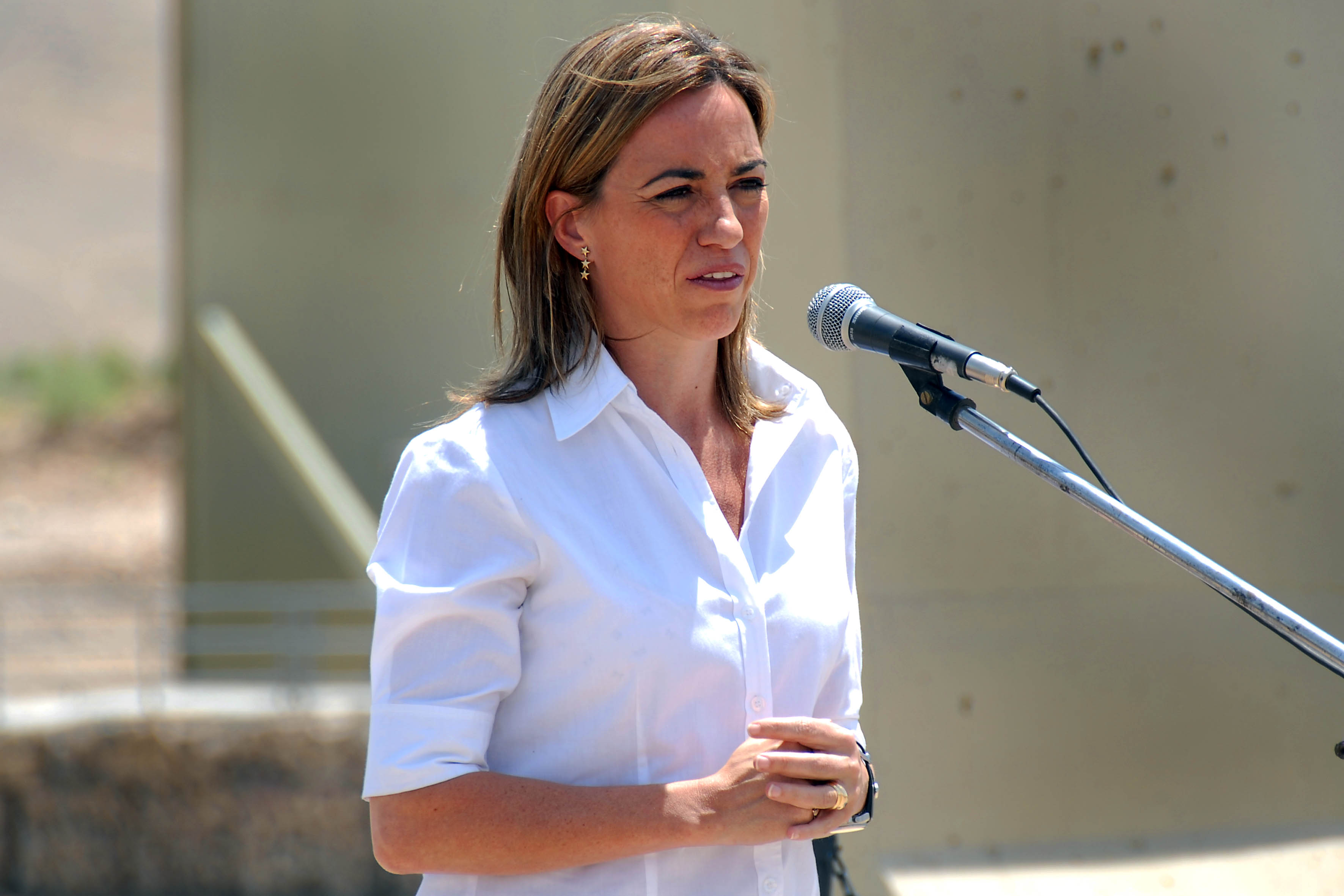
Carme Chacón, política espanhola

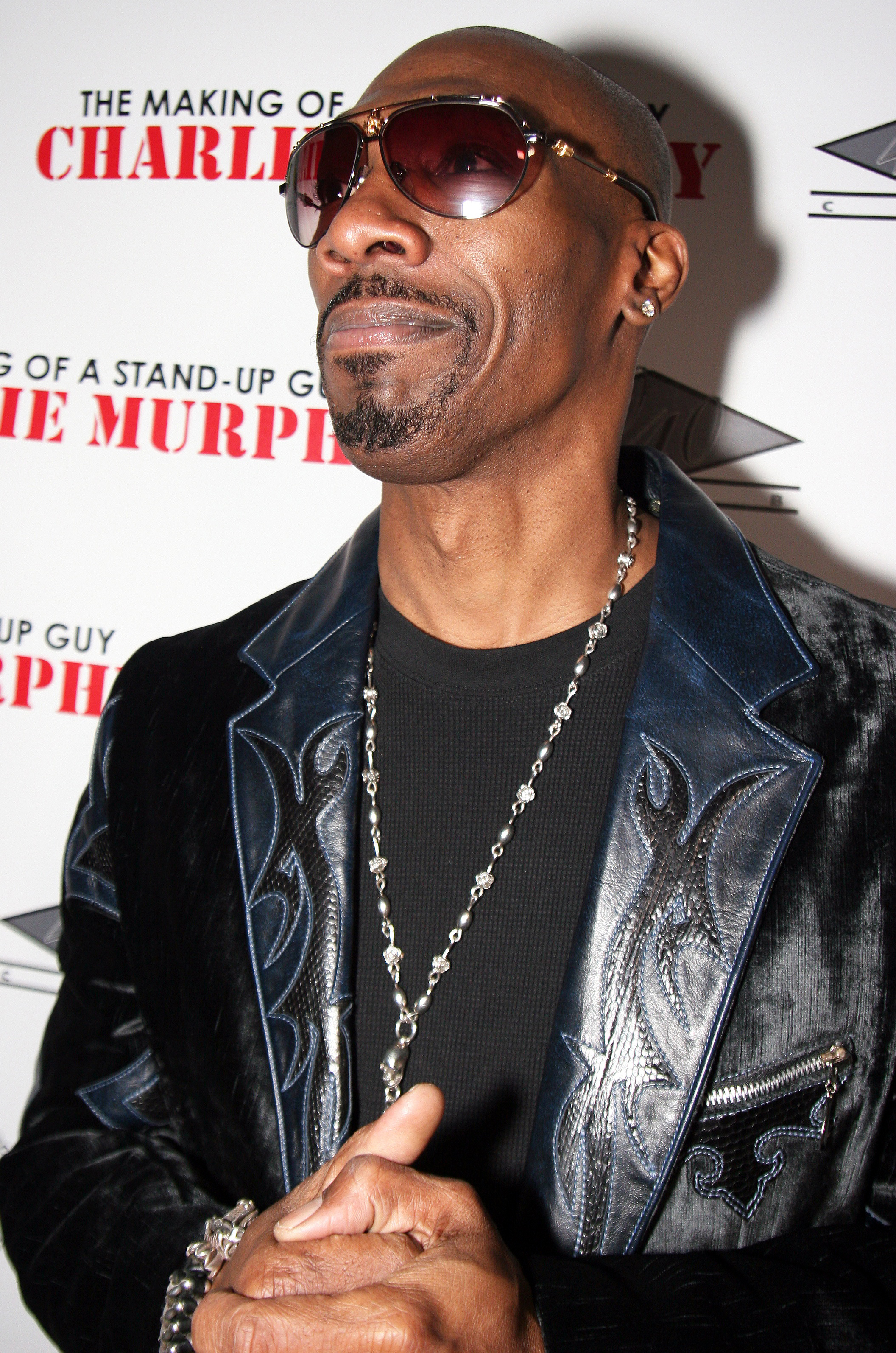
Charlie Murphy, ator, comediante e roteirista estadunidense

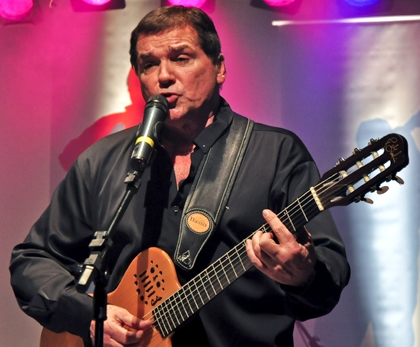
Jerry Adriani, cantor brasileiro

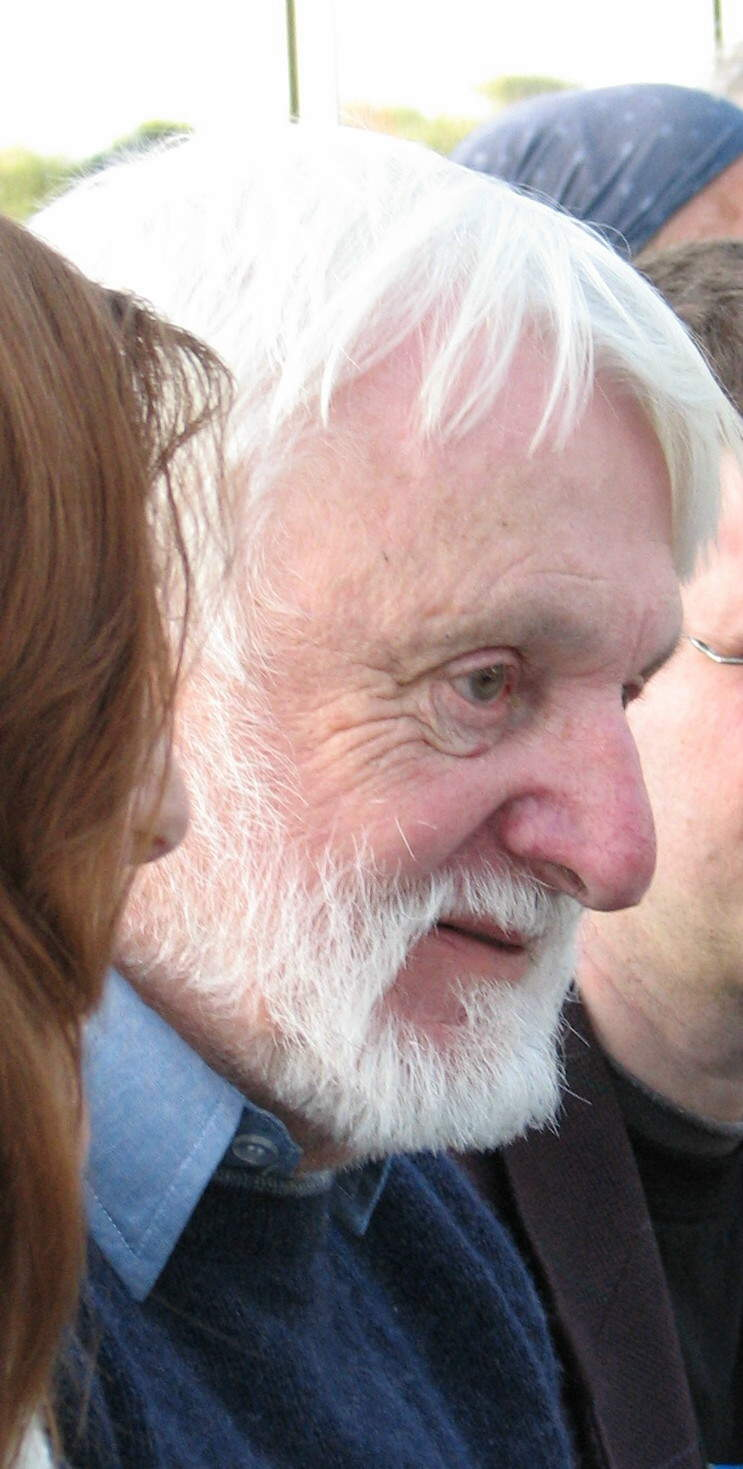
Robert Pirsig, escritor estadunidense

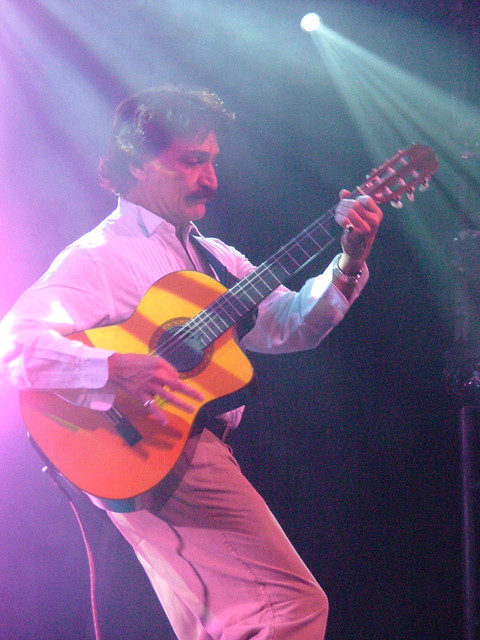
Belchior, cantor e compositor brasileiro

| Dia | Nome                           | Profissão ou motivo de reconhecimento | Nacionalidade        | Ano de nasc. | Ref           |
| --- | ------------------------------ | ------------------------------------- | -------------------- | ------------ | ------------- |
| 1   | Antonio Lamela                 | Arquiteto                             | Espanha              | 1926         | [ 1 ]         |
| 1   | Ievguêni Ievtuchenko           | Poeta                                 | Rússia               | 1932         | [ 2 ]         |
| 1   | Ikutaro Kakehashi              | Engenheiro e inventor                 | Japão                | 1930         | [ 3 ]         |
| 1   | Carlos Antônio Gomes           | Advogado e político                   | Brasil               | 1942         | [ 4 ]         |
| 1   | Fernando Campos                | Escritor                              | Portugal             | 1924         | [ 5 ]         |
| 1   | Lonnie Brooks                  | Cantor e guitarrista                  | Estados Unidos       | 1933         | [ 6 ]         |
| 2   | Lúcia Flecha de Lima           | Ex-embaixatriz                        | Brasil               | 1940         | [ 7 ]         |
| 2   | José Agmarino de Jesus Coelho  | Atleta paraolímpico                   | Brasil               | 1968         | [ 8 ]         |
| 2   | Gerard Washnitzer              | Matemático                            | Estados Unidos       | 1926         | [ 9 ]         |
| 4   | Clóvis Frainer                 | Arcebispo                             | Brasil               | 1931         | [ 10 ]        |
| 4   | George Mostow                  | Matemático                            | Estados Unidos       | 1923         | [ 11 ]        |
| 4   | Giovanni Sartori               | Sociólogo e cientista político        | Itália               | 1924         | [ 12 ]        |
| 4   | Karl Stotz                     | Futebolista e treinador               | Áustria              | 1927         | [ 13 ]        |
| 4   | Mike Taylor                    | Automobilista                         | Reino Unido          | 1934         | [ 14 ]        |
| 4   | Alberto Balestrini             | Advogado e político                   | Argentina            | 1947         | [ 15 ]        |
| 5   | Arthur Bisguier                | Enxadrista                            | Estados Unidos       | 1929         | [ 16 ]        |
| 5   | Tim Parnell                    | Automobilista                         | Reino Unido          | 1932         | [ 17 ]        |
| 5   | Atanase Sciotnic               | Canoísta                              | Roménia              | 1942         | [ 18 ]        |
| 6   | Bona Medeiros                  | Político                              | Brasil               | 1930         | [ 19 ]        |
| 6   | David Peel                     | Músico                                | Estados Unidos       | 1943         | [ 20 ]        |
| 6   | Don Rickles                    | Comediante e ator                     | Estados Unidos       | 1926         | [ 21 ]        |
| 6   | Newton Holanda Gurgel          | Bispo                                 | Brasil               | 1923         | [ 22 ]        |
| 6   | Antônio Dias Leite Júnior      | Engenheiro e político                 | Brasil               | 1920         | [ 23 ]        |
| 8   | Georgi Grechko                 | Astronauta                            | Rússia               | 1931         | [ 24 ]        |
| 9   | Peter Hansen                   | Ator                                  | Estados Unidos       | 1921         | [ 25 ]        |
| 9   | Harry Huskey                   | Matemático e engenheiro da computação | Estados Unidos       | 1916         | [ 26 ]        |
| 9   | Margarita Isabel               | Atriz                                 | México               | 1941         | [ 27 ]        |
| 9   | Kim Young-ae                   | Atriz                                 | Coreia do Sul        | 1951         |               |
| 10  | Maria Helena da Rocha Pereira  | Professora universitária              | Portugal             | 1925         | [ 28 ]        |
| 12  | Michael Ballhaus               | Diretor de fotografia                 | Alemanha             | 1935         | [ 29 ]        |
| 12  | Charlie Murphy                 | Ator e comediante                     | Estados Unidos       | 1959         | [ 30 ]        |
| 12  | Sheila Abdus-Salaam            | Juíza                                 | Estados Unidos       | 1952         | [ 31 ]        |
| 13  | Mário Contumélias              | Jornalista, escritor e poeta          | Portugal             | 1948         | [ 32 ]        |
| 13  | Robert William Taylor          | Cientista da computação               | Estados Unidos       | 1932         | [ 33 ]        |
| 15  | Allan Holdsworth               | Guitarrista e compositor              | Reino Unido          | 1946         | [ 34 ]        |
| 15  | Alberto Carneiro               | Artista plástico                      | Portugal             | 1937         | [ 35 ]        |
| 15  | Emma Morano                    | Supercentenária                       | Itália               | 1899         | [ 36 ]        |
| 15  | Amílcar Henríquez              | Futebolista                           | Panamá               | 1983         | [ 37 ]        |
| 15  | Clifton James                  | Ator                                  | Estados Unidos       | 1920         | [ 38 ]        |
| 15  | Leonard Reiffel                | Físico e inventor                     | Estados Unidos       | 1927         | [ 39 ]        |
| 16  | Spartaco Landini               | Futebolista e treinador               | Itália               | 1944         | [ 40 ]        |
| 17  | Matt Anoa'i                    | Lutador profissional                  | Estados Unidos       | 1971         | [ 41 ]        |
| 19  | Aaron Hernandez                | Jogador de futebol americano          | Estados Unidos       | 1989         | [ 42 ]        |
| 19  | Neuza Amaral                   | Atriz                                 | Brasil               | 1930         | [ 43 ]        |
| 20  | Germaine Mason                 | Atleta olímpico                       | Jamaica/ Reino Unido | 1983         | [ 44 ]        |
| 20  | Roberto Ferreiro               | Futebolista                           | Argentina            | 1935         | [ 45 ]        |
| 20  | Cuba Gooding, Sr.              | Cantor                                | Estados Unidos       | 1944         | [ 46 ]        |
| 20  | Magdalena Abakanowicz          | Artista plástica                      | Polónia              | 1930         | [ 47 ]        |
| 21  | Ugo Ehiogu                     | Futebolista e treinador               | Reino Unido          | 1972         | [ 48 ]        |
| 22  | Hubert Dreyfus                 | Filósofo                              | Estados Unidos       | 1929         | [ 49 ]        |
| 22  | William Hjortsberg             | Escritor                              | Estados Unidos       | 1941         | [ 50 ]        |
| 22  | Attilio Nicora                 | Cardeal                               | Itália               | 1937         | [ 51 ]        |
| 22  | Erin Moran                     | Atriz                                 | Estados Unidos       | 1960         | [ 52 ]        |
| 22  | Gustavo Rojo                   | Ator                                  | Uruguai/ México      | 1923         | [ 53 ]        |
| 22  | Michele Scarponi               | Ciclista                              | Itália               | 1979         | [ 54 ]        |
| 23  | Jerry Adriani                  | Cantor                                | Brasil               | 1947         | [ 55 ]        |
| 23  | Imre Földi                     | Halterofilista                        | Hungria              | 1938         | [ 56 ]        |
| 23  | František Rajtoral             | Futebolista                           | Chéquia              | 1986         | [ 57 ]        |
| 24  | František Brůna                | Handebolista                          | Chéquia              | 1944         | [ 58 ]        |
| 24  | Agustín Edwards Eastman        | Jornalista e empresário               | Chile                | 1927         | [ 59 ]        |
| 24  | Phil Edwards                   | Ciclista                              | Reino Unido          | 1949         | [ 60 ]        |
| 24  | Jota Júnior                    | Jornalista e político                 | Brasil               | 1965         | [ 61 ] [ 62 ] |
| 24  | Robert M. Pirsig               | Escritor e filósofo                   | Estados Unidos       | 1928         | [ 63 ]        |
| 25  | Paschoalin                     | Futebolista                           | Brasil               | 1948         | [ 64 ]        |
| 26  | Jonathan Demme                 | Cineasta                              | Estados Unidos       | 1944         | [ 65 ]        |
| 26  | Carlos Chagas                  | Jornalista, escritor e advogado       | Brasil               | 1937         | [ 66 ]        |
| 26  | Moïse Brou Apanga              | Futebolista                           | Gabão                | 1982         | [ 67 ]        |
| 26  | Dennis Karjala                 | Professor de direito                  | Estados Unidos       | 1939         | [ 68 ]        |
| 26  | José Eduardo de Toledo Pereira | Futebolista                           | Brasil               | 1954         | [ 69 ]        |
| 27  | Vito Acconci                   | Arquiteto e artista                   | Estados Unidos       | 1940         | [ 70 ]        |
| 28  | Sólon Tadeu Pereira            | Dirigente                             | Brasil               | 1948         | [ 71 ]        |
| 28  | Joaquim Carreira das Neves     | Padre franciscano                     | Portugal             | 1934         | [ 72 ]        |
| 30  | Belchior                       | Cantor e compositor                   | Brasil               | 1946         | [ 73 ]        |
| 30  | Lorna Gray                     | Atriz                                 | Estados Unidos       | 1917         | [ 74 ]        |
| 30  | Ueli Steck                     | Alpinista                             | Suíça                | 1976         | [ 75 ]        |